# Susanne Hirt
Susanne Hirt (* 15. August 1973 in Augsburg) ist eine ehemalige deutsche Kanutin.
Hirt nahm von 1990 bis 2000 an internationalen Wettkämpfen teil. Gleich im ersten Jahr konnte sie im Teamwettbewerb der Jugend-Weltmeisterschaften in Tavanasa zusammen mit Evi Huss und Angela Radermacher Gold holen.
Ihre größten Erfolge im Senioren-Bereich feierte sie jedoch knapp 10 Jahre später: Als erst zweite Deutsche nach Kordula Stripecke konnte sie 1999 den Kanuslalom-Weltcup gewinnen. Dabei siegte sie in dieser Saison bei den Wettbewerben in Bratislava, Augsburg und Penrith.
Im Jahr 2000 folgte dann der nächste internationale Erfolg: Bei den Kanuslalom-Europameisterschaften in Mezzana holte sie Bronze mit dem Team. 
Bei den Olympischen Sommerspielen in Sydney war Hirt neben Mandy Planert eine von zwei deutschen Teilnehmerinnen im Kanuslalom. Im Finallauf erreichte sie jedoch nur Platz 10 und hatte mit der Medaillenvergabe nichts zu tun.
Neben den internationalen Titeln holte Hirt auch bei deutschen Meisterschaften einige Titel im Einzel sowie im Teamwettbewerb.